# Balaives
Balaives est une localité de Balaives-et-Butz et une ancienne commune française, située dans le département des Ardennes en région Grand Est.

## Histoire
La Statistique  des élections de Reims, Rethel et Sainte-Ménehould dressée en 1657 par le sieur Terruel en vue du projet de cadastre général de la généralité de Chalons, ensuite du projet du maréchal de Fabert indique : 
« Ballaivre, au seigneur d'Apremont, Eva et Bois des Nau. — Autrefois 49 hab. (feux) et 9 charrues. — Terr. méd. 190 arp. et autant de vain, dont 30 au seigneur. — Prés 36, dont 6 aux hab. — Bois au seigneur. — Charrues 4 1/2. — Mén. 34, dont 7 à Eva et 4 demi. — Taille 326 livres — 668 l. en 1957 — P. à Luxembourg 132 livres, à Rocroy échange. — Comptent vingt-quatre maisons brûlées. »
Balaives fusionne avec la commune de Butz, en 1828, pour former la commune de Balaives-et-Butz.

## Administration
| Période                                  | Période | Identité | Étiquette | Qualité |
| ---------------------------------------- | ------- | -------- | --------- | ------- |
| Les données manquantes sont à compléter. |         |          |           |         |
|                                          |         |          |           |         |

## Démographie
| 1793 | 1800 | 1806 | 1821 |
| ---- | ---- | ---- | ---- |
| 212  | 215  | 231  | 258  |

Histogramme

(élaboration graphique par Wikipédia)